# Zealaranea saxitalis
Zealaranea saxitalis är en spindelart som först beskrevs av Arthur Urquhart 1887.  Zealaranea saxitalis ingår i släktet Zealaranea och familjen hjulspindlar. Inga underarter finns listade i Catalogue of Life.